# Barrie (Ontario)
Barrie [ˈbɛɹi] ist eine Stadt in der kanadischen Provinz Ontario mit 141.434 Einwohnern (Stand: 2016). Die Stadt liegt am Lake Simcoe im südlichen Teil Zentralontarios. Barrie ist Sitz des Simcoe County, jedoch selbst vom County unabhängig, da sie eine separated municipality ist.

## Geschichte
In seinen Anfängen war Barrie eine Ansammlung von Lagerhäusern entlang des Nine Mile Portage, einem alten indianischen Transportweg zwischen der Kempenfelt Bay und Fort Willow. Ebenso war Barrie ein wichtiger Punkt während des Britisch-Amerikanischen Krieges 1812. Namensgeber der Stadt war 1833 Sir Robert Barrie, welcher der verantwortliche Kommandant der kanadischen Streitkräfte im Gebiet der heutigen Stadt Barrie war. Barrie war auch das eine Ende der Underground Railroad.
2011 betrug die Einwohnerzahl 135.711.

## Geografie
Barrie ist im südlichen Ontario gelegen, etwa 90 km nördlich von Toronto. Die Stadt ist über die Highways 11, 26 und 400 erreichbar. Die historische Downtown Barries liegt am westlichen Ende der Kempenfelt Bay, einer Bucht des Lake Simcoe.

## Wirtschaft
Die größten Unternehmen in der Stadt sind (Stand 2011, Auszug):
- Barrie Metals – Global Electric Electronic Processing (Hauptsitz)
- Barrie Welding and Machine
- CanPlas Industries (Hauptsitz)
- CSR Cosmetic Solutions Inc. (Hauptsitz)
- Glueckler Metal Inc.
- Prodomax Automation Inc.
- Western Mechanical Electrical Millwright Services (Hauptsitz)
- Yachiyo of Ontario Manufacturing Inc.

In der Nähe von Barrie befindet sich der Militärflugplatz Canadian Forces Base Borden (CFB Borden), der Gründungsort der Royal Canadian Air Force (RCAF).
Einen weiteren wichtigen Wirtschaftsbereich stellt der Tourismusbereich dar. Dieser konzentriert sich jedoch um den Hafenbereich und Innenstadtbereich. Die Innenstadt von Barrie beherbergt mehrere historische ältere Gebäude. Daneben befinden sich mehrere Boutiquen, Restaurants und andere Einrichtungen in der Stadt.
Im Hafenbereich werden alljährlich mehrere Festivitäten veranstaltet, was auch zu einem Besucherzufluss führt.  Dazu zählen: The Barrie Waterfront Festival, Barrielicious, Winterfest, Celebrate Barrie, Ecofest, Jazz & Blues Festival, Promenade Days, Ribfest and Craft Beer Show, Caribfest, Lawnchair Luminata, Kempenfest, The New Music Festival, Barrie Film Festival, Santa Claus Parade und das New Year’s Countdown.
In den Sommermonaten zieht es viele Touristen und Wassersportler an die Strände von Barrie. Zu diesen gehören: Minet's Point Beach, Johnsons Beach, The Gables, Tyndale Beach und Centennial Beach.

## Kultur
Die Stadt war Austragungsort des kanadischen Konzertes von Live 8.

## Städtepartnerschaften
- Zweibrücken (Deutschland, Rheinland-Pfalz), seit 1996
- Murayama (Japan)
- Taizhou (Volksrepublik China)

## Söhne und Töchter der Stadt
- Charles Augustus Semlin (1836–1927), Politiker
- Henry Rushton Fairclough (1862–1938), Klassischer Philologe
- Frederick Toms (1885–1965), Ruderer
- Herbert Plaxton (1901–1970), Eishockeyspieler
- Hugh Plaxton (1904–1982), Eishockeyspieler und Politiker
- Jim McConkey (* 1926), Extremskifahrer
- Robert McKnight (1938–2021), Eishockeyspieler
- Garry Monahan (* 1946), Eishockeyspieler
- Stockwell Day (* 1950), Politiker
- Dan Maloney (1950–2018), Eishockeyspieler und -trainer
- Glen Richardson (* 1955), Eishockeyspieler
- Perry Anderson (* 1961), Eishockeyspieler
- Paul Sarossy (* 1963), Kameramann und Filmregisseur
- Greg Johnston (* 1965), Eishockeyspieler
- Shayne Corson (* 1966), Eishockeyspieler
- Steve Chiasson (1967–1999), Eishockeyspieler
- Darryl Shannon (* 1968), Eishockeyspieler
- Darren Rumble (* 1969), Eishockeyspieler und -trainer
- Darrin Shannon (* 1969), Eishockeyspieler
- Bruce Gardiner (* 1972), Eishockeyspieler
- John Madden (* 1973), Eishockeyspieler
- Sean Tucker (* 1973), Schauspieler und Filmproduzent
- Joe DiPenta (* 1979), Eishockeyspieler
- Sarah Burke (1982–2012), Freestyle-Skierin
- Brent Burns (* 1985), Eishockeyspieler
- Sam Pedlow (* 1987), Beachvolleyballspieler
- Kate Todd (* 1987), Schauspielerin
- Collin Cameron (* 1988), paralympischer Sitzskifahrer
- Michael Hutchinson (* 1990), Eishockeyspieler
- Garrett Wilson (* 1991), Eishockeyspieler
- Julie Gordon (* 1991), Beachvolleyballspielerin
- Samantha Win (* 1991), Kampfsportlerin, Stuntfrau und Schauspielerin
- Gunnar Holmgren (* 1999), Radrennfahrer
- Logan House (* 1999), Volleyballspieler